# Knicks Go
Knicks Go, né en 2016, est un cheval de course pur-sang américain, élu cheval de l'année aux États-Unis en 2021. 

## Carrière de course

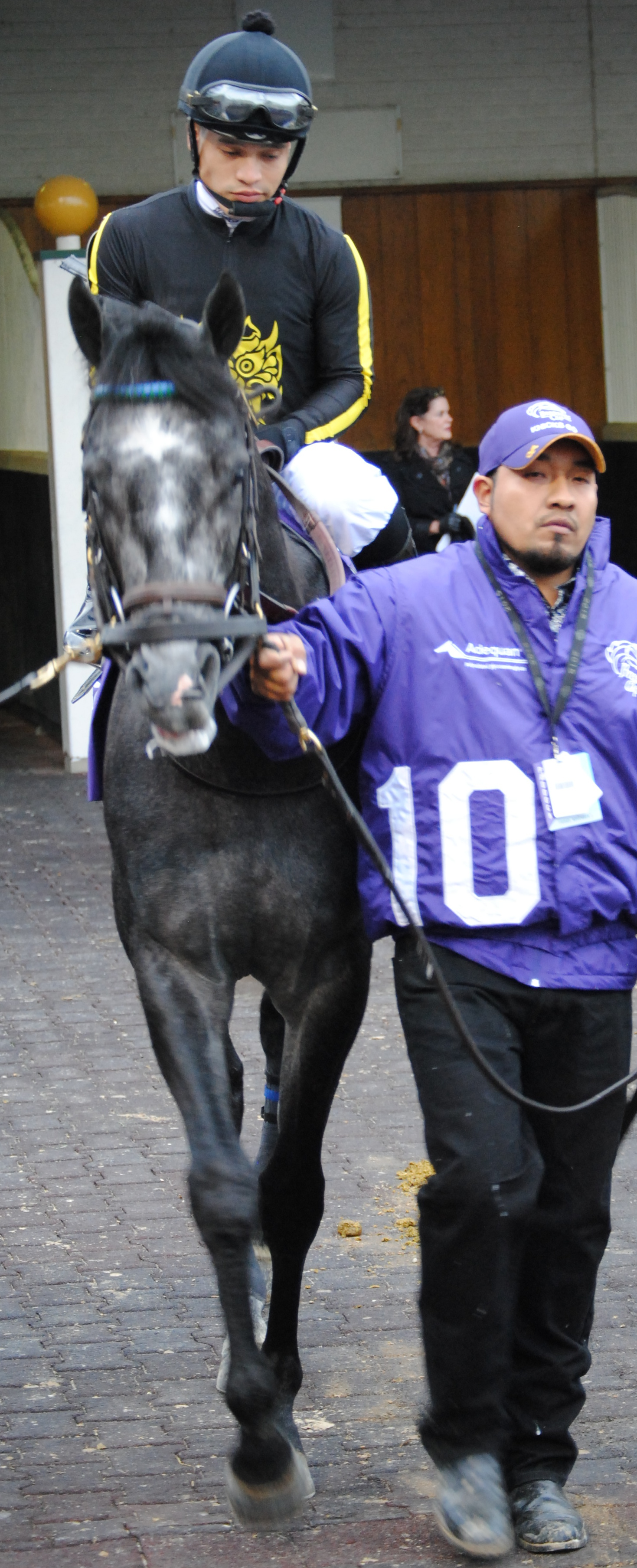
Knicks Go avant la Breeders' Cup Juvenile 2018

Né et élevé à GreenMount Farm dans le Maryland, passe aux ventes de foals de Keeneland à la fin de l'année 2016 où il trouve preneur pour $ 40 000, puis aux ventes de yearlings l'année suivante, où la Korea Racing Authority, l'organisme public des courses coréennes, débourse $ 87 000 pour l'acquérir. Le poulain est confié à l'entraîneur Ben Colebrook, qui le fait débuter en juillet 2018 à Ellis Park, dans le Kentucky. Knicks Go s'impose d'emblée, puis est dirigé vers un groupe 3 où il ne peut que figurer. Après un accessit dans une Listed, il crée une énorme surprise en s'imposant dans un groupe 1, le Breeders' Futurity, à Keeneland, où il s'est élancé à la cote astronomique de 70/1. Le voilà propulsé parmi les meilleurs 2 ans du pays, et il confirme ses bonnes dispositions en prenant la deuxième place de la Breeders' Cup Juvenile. Il court encore une fois à 2 ans, mais subit un net échec dans un groupe 2 à Churchill Downs.
Comptant parmi l'élite de sa génération et ayant comme les meilleurs de ses contemporains, la Triple Couronne comme horizon, Knicks Go va pourtant connaître une annus horibilis à 3 ans. Ses courses préparatoires au Kentucky Derby sont si quelconques que bien vite ses rêves classiques ne sont plus qu'un lointain souvenir. Au cours de l'année, le poulain traîne sa misère dans des groupe 3, et ne parvient pas à s'imposer en huit courses, prenant seulement deux accessits dans des courses de niveau intermédiaire. Difficile, très difficile, de voir en lui un futur "Horse of the year"...
Mais changement d'herbage réjouit les veaux. À la fin de l'année 2019, Kniks Go est transféré dans les boxes de Brad Cox, l'un des entraîneurs américains les plus en vue. Cox semble avoir trouvé les bons boutons et, pour sa rentrée, le cheval survole une allowance à Oaklawn Park, dans l'Arkansas. Sa seconde carrière est toutefois stoppée nette par une blessure qui le met sur la touche pour sept mois. Il ne réapparaît qu'en octobre, et s'envole à nouveau, transfiguré. Assez même pour retenter sa chance dans une épreuve de la Breeders' Cup. Ce sera la Breeders' Cup Dirt Mile, où il ne laisse aucune chance à ses adversaires. Encore bien frais en cette fin d'année, il enchaîne début janvier avec la Pegasus World Cup, et poursuit sa série d'invincibilité et voit son compte en banque enfler nettement. Il aurait pu exploser si Knicks Go avait remporté la Saudi Cup, la course la plus richement dotée au monde, avec 20 millions de dollars d'allocation. Mais cette fois il doit s'avouer vaincu et se contenter de la quatrième place d'une course remportée par l'Anglais Mishriff. 
En juin 2021, Knicks Go fait une rentrée décevante dans le Metropolitan Handicap, quatrième à nouveau. Mais il remet vite les pendules à l'heure et renoue avec le succès dans un groupe 3 disputé à Prairie Meadows, dans l'Iowa, en prélude à un nouveau succès de groupe 1, les Whitney Stakes, qui lui assure une place au départ de la Breeders' Cup Classic, son objectif de fin d'année. Après une dernière victoire dans une course préparatoire, il s'y présente en favori face à une solide cohorte de 3 ans ayant croisé le fer dans les épreuves de la Triple Couronne : Medina Spirit (sulfureux vainqueur du Kentucky Derby, disqualifié pour dopage), Essential Quality (Belmont Stakes) et Hot Rod Charlie, sur le podium des deux courses précitées. Mais aucun ne peut approcher Knicks Go, qui devient ainsi le sixième cheval à remporter deux épreuves différente de la Breeders' Cup. Cette victoire lui assure le titre suprême de Cheval de l'année aux États-Unis, et son rating de 129 est le plus haut décerné dans le monde en 2021. Knicks Go aurait pu s'en tenir là, mais il tente un dernier challenge au début de l'année 2022, un doublé dans la Pegasus World Cup avec en perspective un duel annoncé avec Life is Good, brillant vainqueur de la Breeders' Cup Dirt Mile. Ce jour-là Life is Good est intouchable et Knicks Go quitte la scène sur une deuxième place, et pas loin de dix millions de dollars de gains.

### Résumé de carrière
| Date        | Hippodrome      | Pays            | Course                              | Statut      | Distance    | Jockey            | Place       | Écart       | Vainqueur ou deuxième |
| 2018, 2 ans | 2018, 2 ans     | 2018, 2 ans     | 2018, 2 ans                         | 2018, 2 ans | 2018, 2 ans | 2018, 2 ans       | 2018, 2 ans | 2018, 2 ans | 2018, 2 ans           |
| ----------- | --------------- | --------------- | ----------------------------------- | ----------- | ----------- | ----------------- | ----------- | ----------- | --------------------- |
| 4 juillet   | Ellis Park      | États-Unis      | Maiden                              |             | 1 000 m     | James Graham      | 1er / 5     | 3 1⁄2       | Artaban               |
| 21 juillet  | Saratoga        | États-Unis      | Sanford Stakes                      | Gr. 3       | 1 200 m     | Luis Saez         | 5e / 7      | 9 1⁄2       | Sombeyay              |
| 8 septembre | Arlington       | États-Unis      | Arlington-Washington Futurity       | Listed      | 1 400 m     | Christopher Emigh | 3e / 7      | 5           | Big Drink of Water    |
| 6 octobre   | Keeneland       | États-Unis      | Breeders' Futurity                  | Gr. 1       | 1 700 m     | Albin Jiminez     | 1er / 13    | 5 1⁄2       | Signalman             |
| 2 novembre  | Churchill Downs | États-Unis      | Breeders' Cup Juvenile              | Gr. 1       | 1 700 m     | Albin Jiminez     | 2e / 13     | 2 1⁄2       | Game Winner           |
| 24 novembre | Churchill Downs | États-Unis      | Kentucky Jockey Club Stakes         | Gr. 2       | 1 700 m     | Albin Jiminez     | 11e / 14    | 18 3⁄4      | Signalman             |
| 2019, 3 ans |                 |                 |                                     |             |             |                   |             |             |                       |
| 9 février   | Tampa Bay Downs | États-Unis      | Sam F. Davis Stakes                 | Gr. 3       | 1 700 m     | Albin Jiminez     | 5e / 9      | 13          | Well Defined          |
| 9 mars      | Aqueduct        | États-Unis      | Gotham Stakes                       | Gr. 3       | 1 600 m     | Jose Lezcano      | 7e / 8      | 51          | Haikal                |
| 13 avril    | Keeneland       | États-Unis      | Lexington Stakes                    | Gr. 3       | 1 700 m     | Albin Jiminez     | 4e / 10     | 8           | Owendale              |
| 15 juin     | Churchill Downs | États-Unis      | Matt Winn Stakes                    | Gr. 3       | 1 700 m     | Tyler Gaffalione  | 5e / 7      | 9 1⁄4       | Mr. Money             |
| 11 août     | Ellis Park      | États-Unis      | Ellis Park Derby                    |             | 1 600 m     | Gabriel Saez      | 2e / 7      | 1/2         | Gray Magician         |
| 7 septembre | Louisiana Downs | États-Unis      | Super Derby                         | Gr. 3       | 1 700 m     | Colby Hernandez   | 4e / 10     | 9 1⁄4       | Rotation              |
| 4 octobre   | Keeneland       | États-Unis      | Allowance                           |             | 1 400 m     | Corey Lanerie     | 2e / 7      | 4 1⁄2       | Looking At Bikinis    |
| 9 novembre  | Churchill Downs | États-Unis      | Commonwealth Turf Stakes            | Gr. 3       | 1 700 m     | Gabriel Saez      | 10e / 11    | 4 1⁄2       | Mr Dumas              |
| 2020, 4 ans |                 |                 |                                     |             |             |                   |             |             |                       |
| 22 février  | Oaklawn Park    | États-Unis      | Allowance                           |             | 1 700 m     | Joseph Talamo     | 1er / 9     | 7 1⁄2       | Bruder Bob            |
| 4 octobre   | Keeneland       | États-Unis      | Allowance                           |             | 1 700 m     | Joel Rosario      | 1er / 6     | 10 1⁄4      | Casino Star           |
| 7 novembre  | Keeneland       | États-Unis      | Breeders' Cup Dirt Mile             | Gr. 1       | 1 600 m     | Joel Rosario      | 1er / 12    | 3 1⁄2       | Jesus' Team           |
| 2021, 5 ans |                 |                 |                                     |             |             |                   |             |             |                       |
| 23 janvier  | Gulfstream Park | États-Unis      | Pegasus World Cup                   | Gr. 1       | 1 800 m     | Joel Rosario      | 1er / 12    | 2 3⁄4       | Jesus' Team           |
| 20 février  | Riyad           | Arabie saoudite | Saudi Cup                           |             | 1 800 m     | Joel Rosario      | 4e / 14     | 8 1⁄2       | Mishriff              |
| 5 juin      | Belmont Park    | États-Unis      | Metropolitan Handicap               | Gr. 1       | 1 600 m     | Joel Rosario      | 4e / 6      | 3 1⁄4       | Silver State          |
| 2 juillet   | Prairie Meadows | États-Unis      | Prairie Meadows Cornhusker Handicap | Gr. 3       | 1 800 m     | Joel Rosario      | 1er / 6     | 10 ¼        | Last Judgment         |
| 7 août      | Saratoga        | États-Unis      | Whitney Stakes                      | Gr. 1       | 1 800 m     | Joel Rosario      | 1er / 5     | 4 1⁄2       | Maxfield              |
| 2 octobre   | Churchill Downs | États-Unis      | Lukas Classic Stakes                | Gr. 3       | 1 800 m     | Joel Rosario      | 1er / 6     | 4           | Indepedence Hall      |
| 6 novembre  | Del Mar         | États-Unis      | Breeders' Cup Classic               | Gr. 1       | 2 000 m     | Joel Rosario      | 1er / 8     | 2 ¾         | Medina Spirit         |
| 2022, 6 ans |                 |                 |                                     |             |             |                   |             |             |                       |
| 29 janvier  | Gulfstream Park | États-Unis      | Pegasus World Cup                   | Gr. 1       | 1 800 m     | Joel Rosario      | 2e / 9      | 3 1⁄4       | Life Is Good          |

## Au haras
À l'issue de sa carrière de course, Knicks Go rejoint le haras Taylor Made Farm où il fait la monte à $ 30 000.

## Origines
Knicks Go appartient à la deuxième génération des produits de Paynter, un cheval au destin particulier. Deuxième des Belmont Stakes, il remporte les Haskell Stakes à l'été 2012 avant de tomber gravement malade, frôlant la mort à plusieurs reprises. La chronique de ses infortunes et de sa guérison, sur les réseaux sociaux, lui vaut alors une certaine popularité et un Secretariat Vox Populi Award, une récompense décernée par le public. Surtout qu'enfin guéri (guérision désignée "Moment of the year" par la National Thoroughbred Racing Authority) il réapparaît à 4 ans, après quasiment un an d'absence et, s'il ne parvient pas à remporter une course, il retrouve un très bon niveau, comme en témoignent son premier accessit dans les Awesome Again Stakes et sa participation, fut-elle infructueuse, à la Breeders' Cup Classic. Sa carrière d'étalon s'avéra plus modeste : initiée à $ 25 000 au grand haras WinStar Farm, dans le Kentucky, elle se poursuit à des altitudes plus modestes ($ 7 500 la saillie en 2023). 
La mère, Kosmo's Buddy, fut acquise pour $ 40 000 à la fin d'une carrière longue et honorable (37 courses et 280 000 dollars de gains). Elle a donné plusieurs gagnants, mais aucun à haut niveau.   

### Pedigree
| Origines de Knicks Go (USA), mâle gris né en 2016 | Origines de Knicks Go (USA), mâle gris né en 2016 | Origines de Knicks Go (USA), mâle gris né en 2016 | Origines de Knicks Go (USA), mâle gris né en 2016 |
| ------------------------------------------------- | ------------------------------------------------- | ------------------------------------------------- | ------------------------------------------------- |
| Père Paynter                                      | Awesome Again                                     | Deputy Minister                                   | Vice Regent                                       |
| Père Paynter                                      | Awesome Again                                     | Deputy Minister                                   | Mint Copy                                         |
| Père Paynter                                      | Awesome Again                                     | Primal Force                                      | Blushing Groom                                    |
| Père Paynter                                      | Awesome Again                                     | Primal Force                                      | Prime Prospect                                    |
| Père Paynter                                      | Tizso                                             | Cee's Tizzy                                       | Relaunch                                          |
| Père Paynter                                      | Tizso                                             | Cee's Tizzy                                       | Tizly                                             |
| Père Paynter                                      | Tizso                                             | Cee's Song                                        | Seattle Song                                      |
| Père Paynter                                      | Tizso                                             | Cee's Song                                        | Lonely Dancer                                     |
| Mère Kosmo's Buddy                                | Outflanker                                        | Danzig                                            | Northern Dancer                                   |
| Mère Kosmo's Buddy                                | Outflanker                                        | Danzig                                            | Pas de Nom                                        |
| Mère Kosmo's Buddy                                | Outflanker                                        | Lassie's Lady                                     | Alydar                                            |
| Mère Kosmo's Buddy                                | Outflanker                                        | Lassie's Lady                                     | Lassie Dear                                       |
| Mère Kosmo's Buddy                                | Vaulted                                           | Allen's Prospect                                  | Mr. Prospector                                    |
| Mère Kosmo's Buddy                                | Vaulted                                           | Allen's Prospect                                  | Change Water                                      |
| Mère Kosmo's Buddy                                | Vaulted                                           | Aube d'Or                                         | Medaille d'Or                                     |
| Mère Kosmo's Buddy                                | Vaulted                                           | Aube d'Or                                         | Cloudy and Warm (famille 1-w)                     |